# Samtgemeinde Meinersen
In der Samtgemeinde Meinersen aus dem niedersächsischen Landkreis Gifhorn haben sich vier Gemeinden zur Erledigung ihrer Verwaltungsgeschäfte zusammengeschlossen.

## Geographie

### Geographische Lage
Die Samtgemeinde Meinersen liegt auf der Papenteicher Hochfläche und im Allerurstromtal zwischen dem Harz und der Heide, nördlich der Stadt Braunschweig.

### Gewässer
Neben den beiden größeren Flüssen Oker und Aller, die bei Müden ineinanderfließen, befinden sich noch mehrere kleinere Bäche und Gewässer wie der Viehmoorgraben innerhalb der Samtgemeinde Meinersen.

### Samtgemeindegliederung
| Die 4 Mitgliedsgemeinden mit ihren zugehörigen Ortsteilen und Siedlungen | Die 4 Mitgliedsgemeinden mit ihren zugehörigen Ortsteilen und Siedlungen | Die 4 Mitgliedsgemeinden mit ihren zugehörigen Ortsteilen und Siedlungen | Die 4 Mitgliedsgemeinden mit ihren zugehörigen Ortsteilen und Siedlungen | Die 4 Mitgliedsgemeinden mit ihren zugehörigen Ortsteilen und Siedlungen                    |
| Gemeinde                                                                 | Einwohner (Hauptwohnsitz) (31. August 2015)                              | Fläche: in km²                                                           | Dichte in Einw./km²                                                      | Ortsteile/Siedlungen                                                                        |
| ------------------------------------------------------------------------ | ------------------------------------------------------------------------ | ------------------------------------------------------------------------ | ------------------------------------------------------------------------ | ------------------------------------------------------------------------------------------- |
| Gemeinde Hillerse                                                        | 2.492                                                                    | 24,52                                                                    | 101                                                                      | Hillerse, Volkse                                                                            |
| Gemeinde Leiferde                                                        | 4.345                                                                    | 29,16                                                                    | 149                                                                      | Leiferde, Dalldorf                                                                          |
| Gemeinde Meinersen                                                       | 8.183                                                                    | 56,47                                                                    | 144                                                                      | Ahnsen, Böckelse, Hardesse, Höfen, Meinersen, Ohof, Päse, Seershausen, Warmse               |
| Gemeinde Müden                                                           | 5.446                                                                    | 68,89                                                                    | 79                                                                       | Bokelberge, Brenneckenbrück, Dieckhorst, Ettenbüttel, Flettmar, Gerstenbüttel, Gilde, Müden |

## Bevölkerung

### Demografische Daten
Nach dem Niedersächsischen Landesamt für Statistik wohnten 2005 in der Samtgemeinde Meinersen 20.940 Menschen in 6088 Gebäuden mit insgesamt 7977 Wohnungen bei einer durchschnittlichen Wohnfläche von 44,3 m je Person. Seit Gründung der Samtgemeinde wuchs die Einwohnerzahl beständig, sowohl durch eine positive natürliche Bevölkerungsentwicklung als auch durch ein positives Wanderungssaldo. 23,70 % der Bevölkerung waren 2005 unter 18 Jahre alt, 8,30 % zwischen 18 und 25, 29,30 % zwischen 25 und 45, 24,00 % zwischen 45 und 64, und 14,70 % waren 65 Jahre alt oder älter. Die Arbeitslosenquote lag bei durchschnittlich 11,7 % (Männer: 10,2 %, Frauen: 16,4 %). 5.811 Menschen pendeln regelmäßig aus der Samtgemeinde heraus, 1.375 herein.

## Politik

### Samtgemeinderat
Der Samtgemeinderat Meinersen besteht aus 34 Ratsfrauen und Ratsherren. Dies ist die festgelegte Anzahl für eine Samtgemeinde mit einer Einwohnerzahl zwischen 20.001 und 25.000 Einwohnern. Die Ratsmitglieder werden durch eine Kommunalwahl für jeweils fünf Jahre gewählt. Neben den 34 in der Samtgemeindewahl gewählten Mitgliedern ist außerdem der hauptamtliche Samtgemeindebürgermeister im Rat stimmberechtigt.
Aus dem Ergebnis der letzten Kommunalwahl 2021 ergab sich folgende Sitzverteilung:
| Samtgemeinderat 2021Insgesamt 34 Sitze - Linke: 1 - SPD: 11 - Grüne: 5 - UWG: 2 - CDU: 13 - AfD: 2 |

| Wahljahr | CDU | SPD | Grüne | Linke | AfD | Gesamt   |
| -------- | --- | --- | ----- | ----- | --- | -------- |
| 2016     | 15  | 14  | 3     | 1     | 1   | 34 Sitze |

### Samtgemeindebürgermeister
Amtierende Samtgemeindebürgermeisterin ist Karin Single (CDU). Sie gewann in der Stichwahl gegen Stephanie Fahlbusch-Graber (SPD) mit 50,41 Prozent der Stimmen. Im ersten Wahlgang erhielt Single 42,83 Prozent der Stimmen.
Mit der Samtgemeindebürgermeisterwahl 2007 kam auch in der Samtgemeinde Meinersen die neue niedersächsische Kommunalverfassung zum Tragen. Mit ihr endete die althergebrachte personelle Trennung zwischen Bürgermeister (Politik) und Gemeindedirektor (Verwaltung), stattdessen wurde die „Eingleisigkeit“ eingeführt. Der Bürgermeister ist nun Chef der Verwaltung und Politik in einer Person. In der Geschichte der Samtgemeinde Meinersen bekleideten das Amt des Bürgermeisters:
- 1974–1980 Rolf Marsik (CDU)
- 1980–1982 Friedrich Marwede (CDU)
- 1982–2001 Hans-Joachim Könecke (CDU)
- 2001–2007 Walter-Gerd Stubbe (CDU)
- 2007–2015 Heinrich Wrede (CDU)
- 2015–2021 Eckhard Montzka (parteilos)
- seit 2021 Karin Single (parteilos)

### Landtag
Die Samtgemeinde Meinersen ist Teil des Landtagswahlkreis Gifhorn-Süd, direkt gewählter Abgeordneter ist seit der Landtagswahl 2017 Philipp Raulfs (SPD)

### Bundestag
Als Teil des Bundestagswahlkreis 45 (Gifhorn – Peine) wird Meinersen seit 1998 durch Hubertus Heil (SPD) im Deutschen Bundestag vertreten. Durch den Rücktritt Ursula Von Der Leyens rückte über die Landesliste der CDU 2019 Ingrid Pahlmann nach, welche aus dem gleichen Wahlkreis stammt.